# Sun Yang
Sun Yang, född 1 december 1991 i Hangzhou, Zhejiang, är en kinesisk simmare. Vid OS 2012 i London vann han guldmedaljer i 400 och 1500 meter frisim. Vid OS i Rio de Janeiro 2016 vann han guldmedalj i 200 m frisim.
Vid VM i Shanghai 2011 satte Sun Yang världsrekord på 1500 meter frisim med tiden 14.34,14, han slog därmed Grant Hacketts tio år gamla världsrekord, det äldsta världsrekordet i simning vid denna tid. Vid OS i London 2012 förbättrade Yang rekordet till 14.31,02 vilket är gällande världsrekord (aug 2016).
I februari 2020 avstängdes han på 8 år för dopningsbrott.